# Biserica Sfinții Arhangheli din Calbor

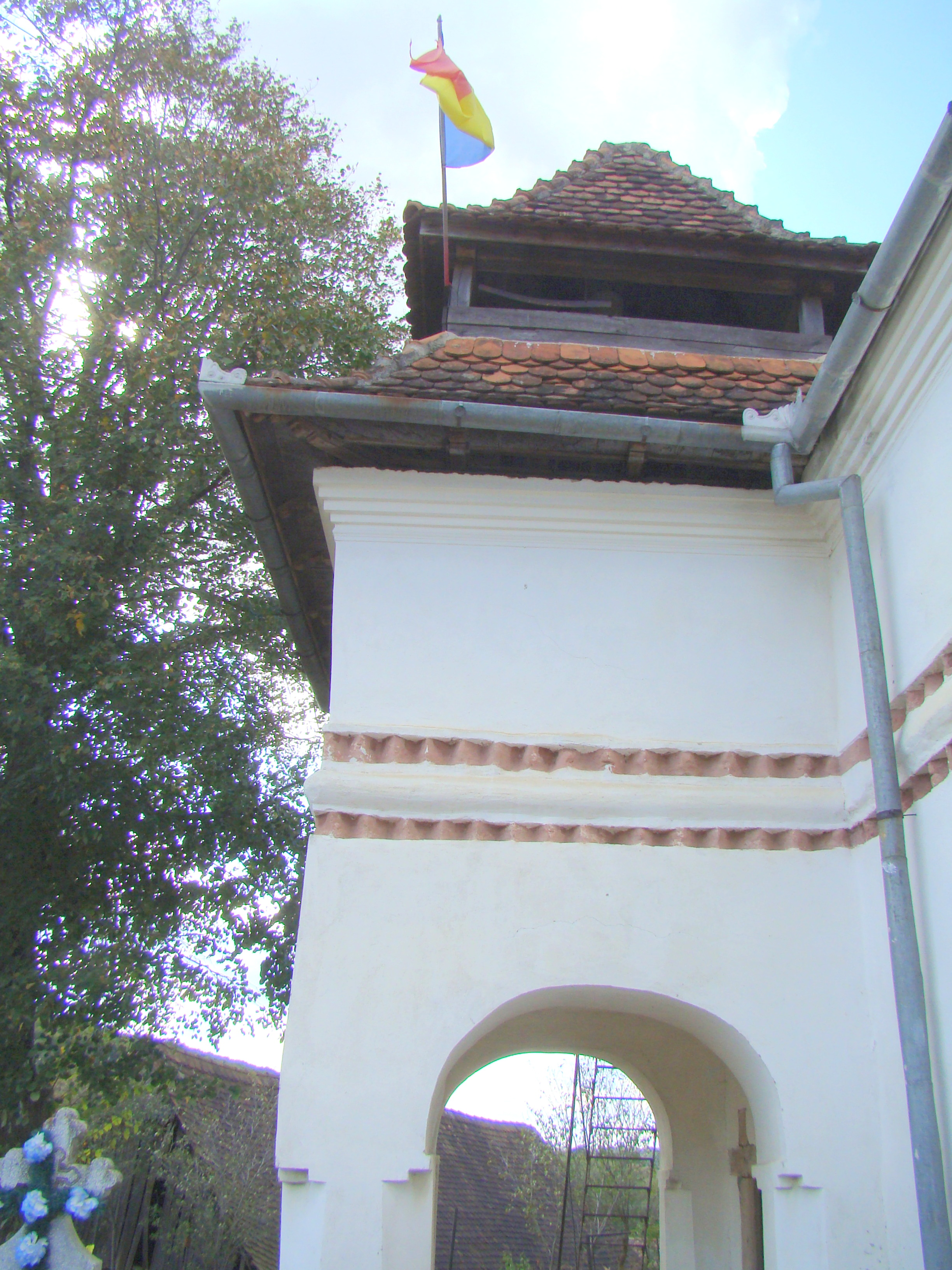
Clopotnița, amplasată în partea de sud a edificiului şi nu în prelungirea vestică a pronaosului. Intrarea a fost deschisă pe sub această clopotniță.

Biserica Sfinții Arhangheli din Calbor este un monument istoric aflat pe teritoriul satului Calbor, comuna Beclean. În Repertoriul Arheologic Național, monumentul apare cu codul 40571.05. Figurează în lista monumentelor istorice sub cod LMI BV-II-m-A-11622.

## Istoric și trăsături
Biserica Sfinții Arhangheli din Calbor a fost construită pe cheltuiala protopopului unit Ionașcu Monea, din Veneția de Jos, cu ajutorul credincioșilor din sat. Aceștia trecuseră la uniație în anul 1730.
Biserica are formă de navă, și a fost construită din piatră și cărămidă, în stil brâncovenesc. Este acoperită cu țiglă și decorată sub streașină cu două rânduri de ornamente, realizate din colțuri de cărămizi, separate printr-un brâu rotunjit. 
Biserica nu este pictată, iar inscripția săpată în piatră, deasupra ușii de intrare în naos, glăsuiește: 
„Aceasta biserica o a facut protopop Ionascu din Venetia de gios cu cheltuiala cu toata iara cu agiutorul satului fiind domn in Cincu Mare Suri Marton si satului Ion Grecu guide, in zilele inaltatului imparat Carolas VI sa pomeneasca in veac parintii nostri: Ion, Ananie, Ionascu, Ana, Manu, Ion, Marinca, Ana, Rahira, Ionasc, Salomie, Ana, Samoila, Ioan, Radu, Vasile, Moise … 1732 die 8-br/is/°.
Clopotul din turn poartă o altă inscripție: „Acesta l-au dat cinstitu protopopu Ionascu Monea din Venetia de pomana la sfanta biserica Calborului, 1741”.
În interior biserica e spoită cu var, iar bolțile au fost înlocuite cu un tavan plat, de scânduri.
Mica clopotniță este amplasată în partea de sud-vest, fiind susținută de doi stâlpi din piatră și cărămidă. 
Credincioșii ortodocși din sat folosesc cealaltă biserică monument istoric din sat, cu hramul „Sfântul Ierarh Nicolae”. Ultimele lucrări de restaurare au avut loc în anul 1973, cu sprijinul Direcției Monumentelor Istorice.

## Imagini

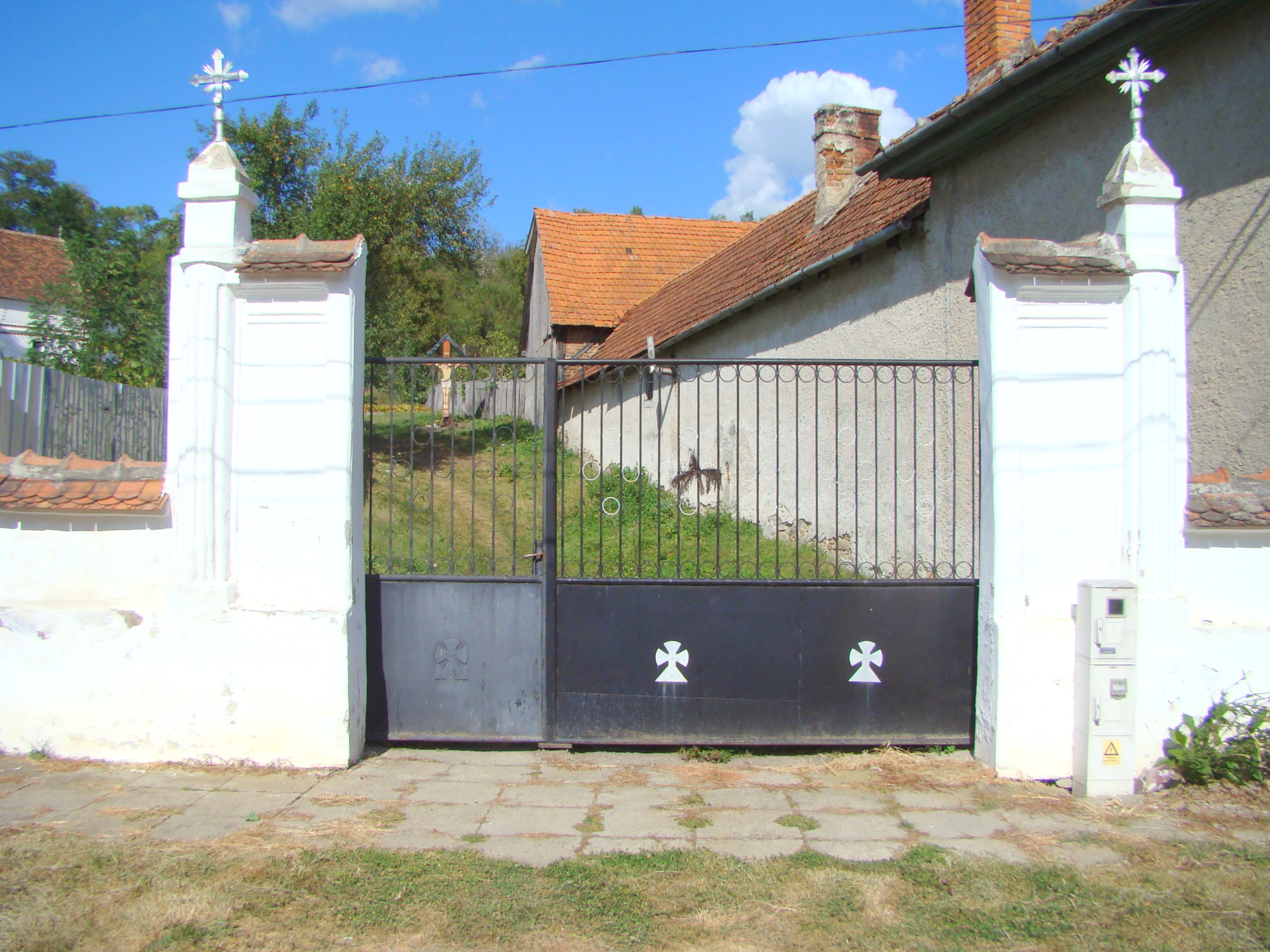
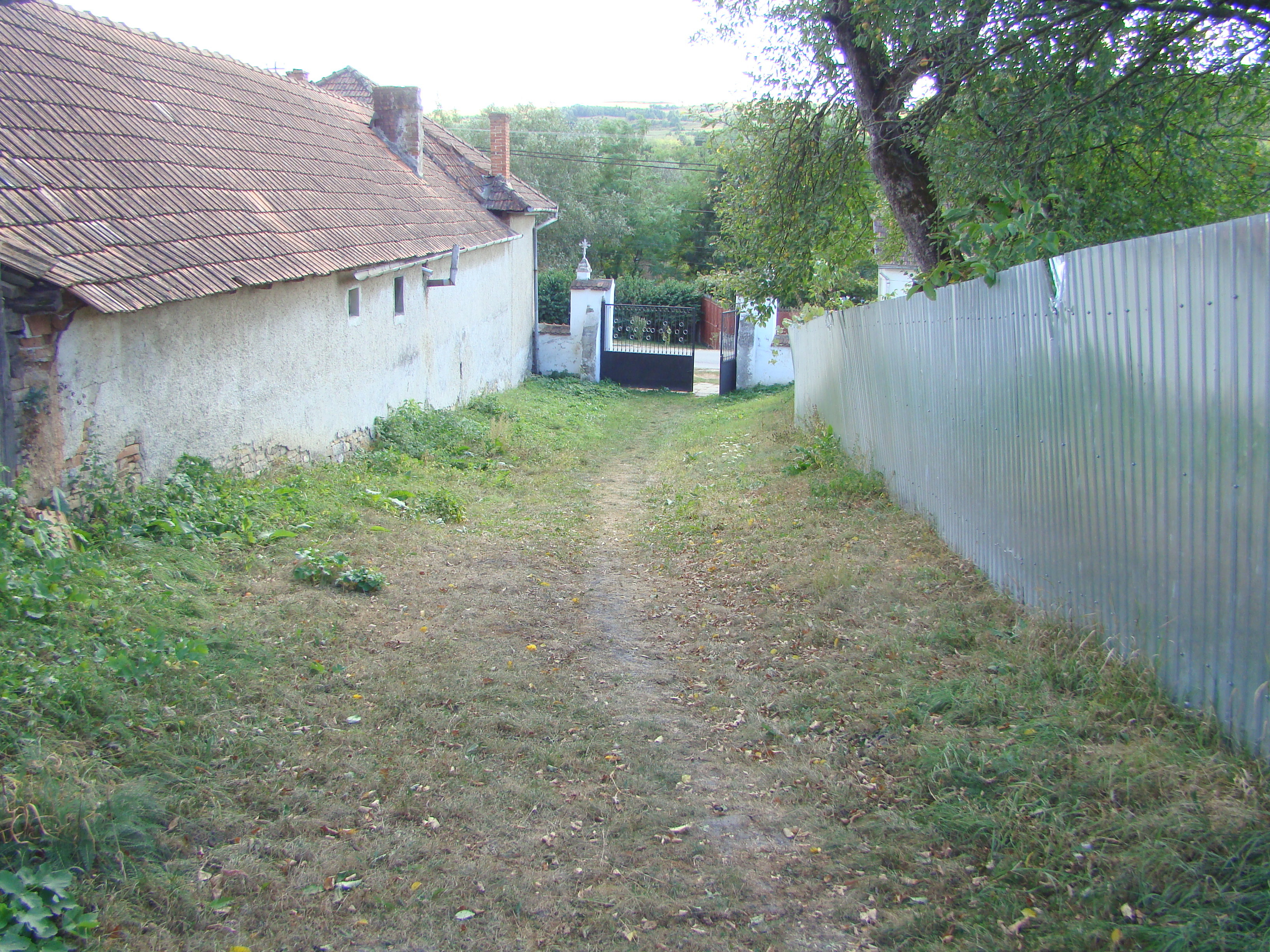
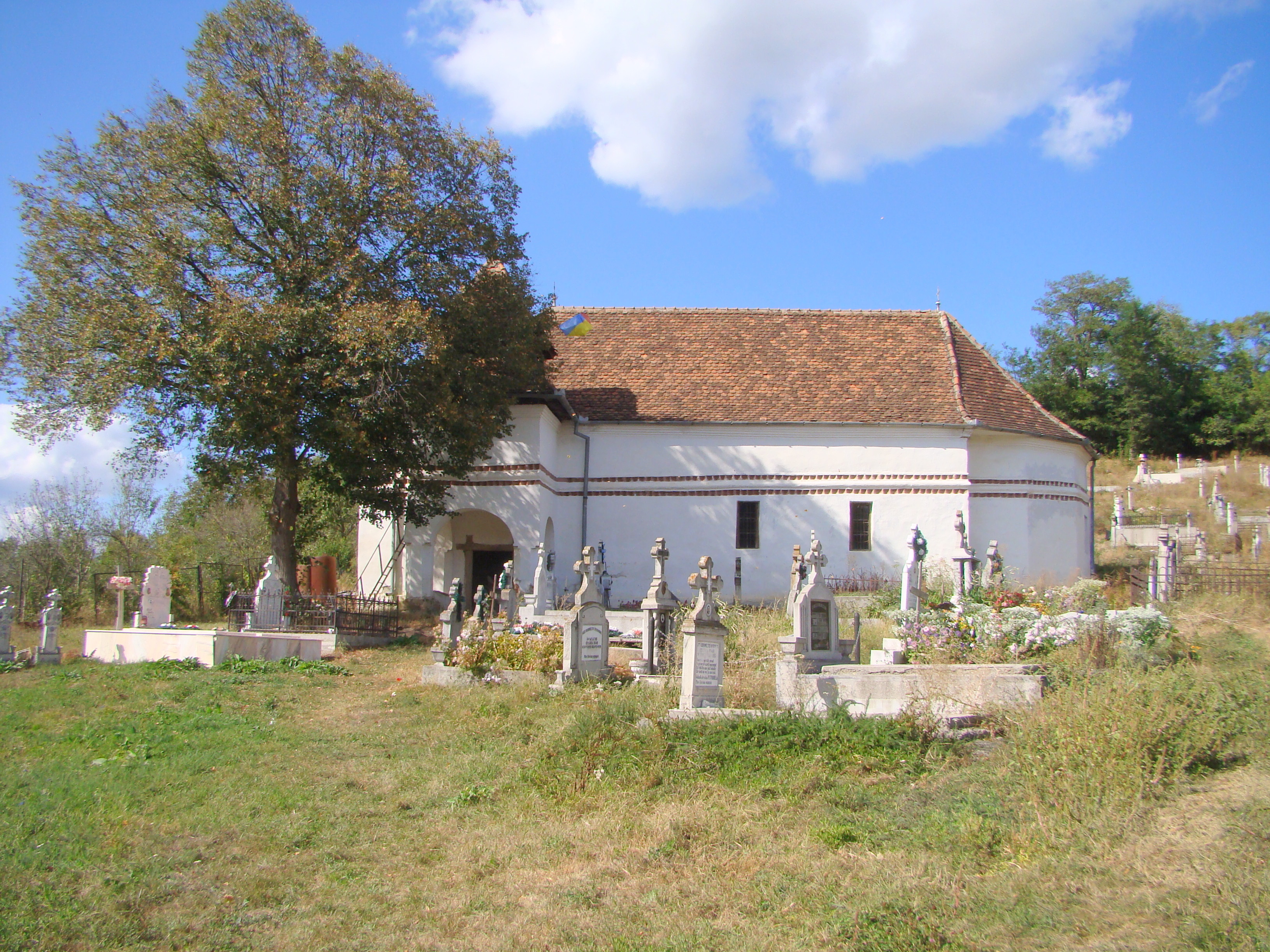
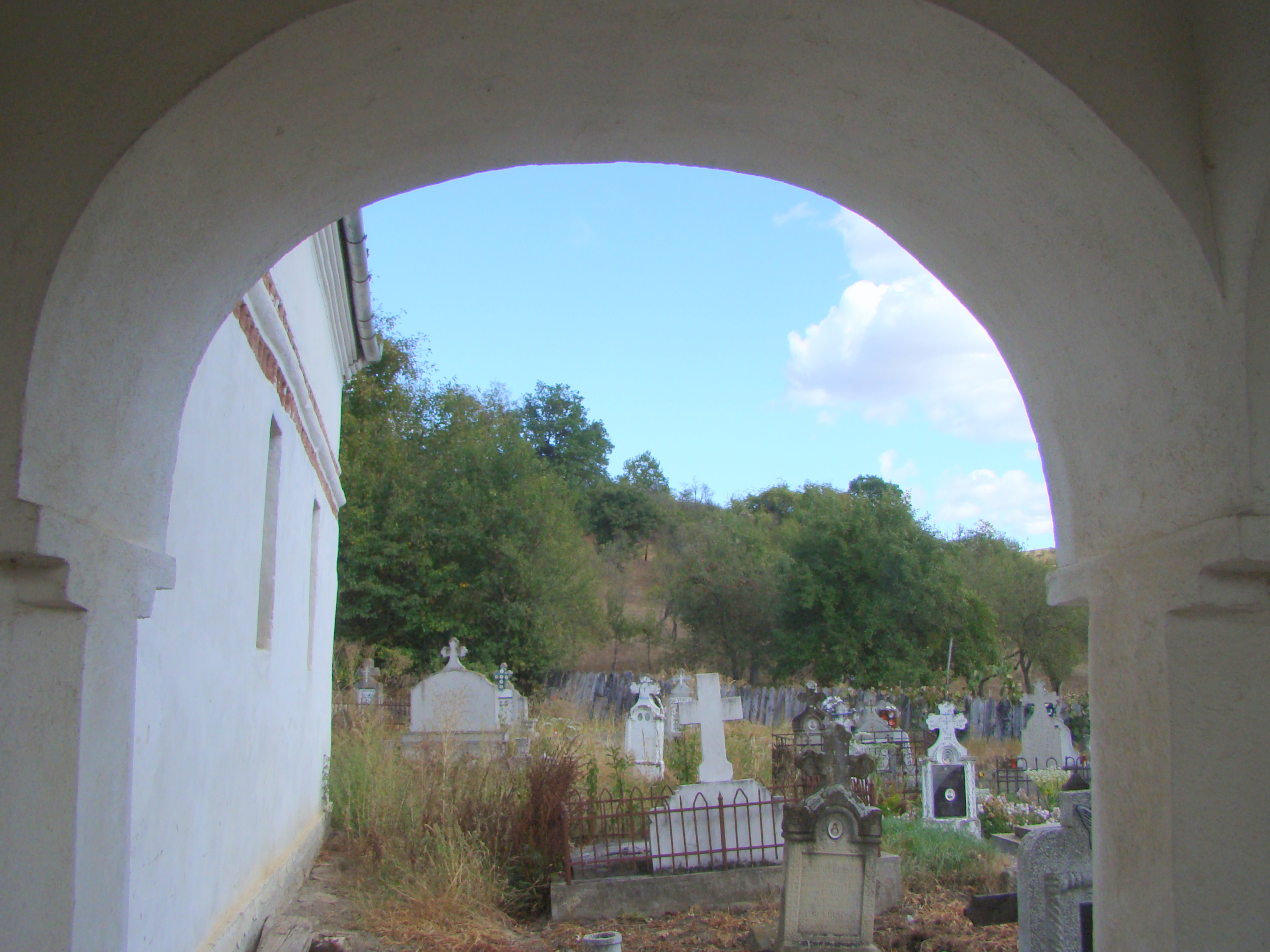
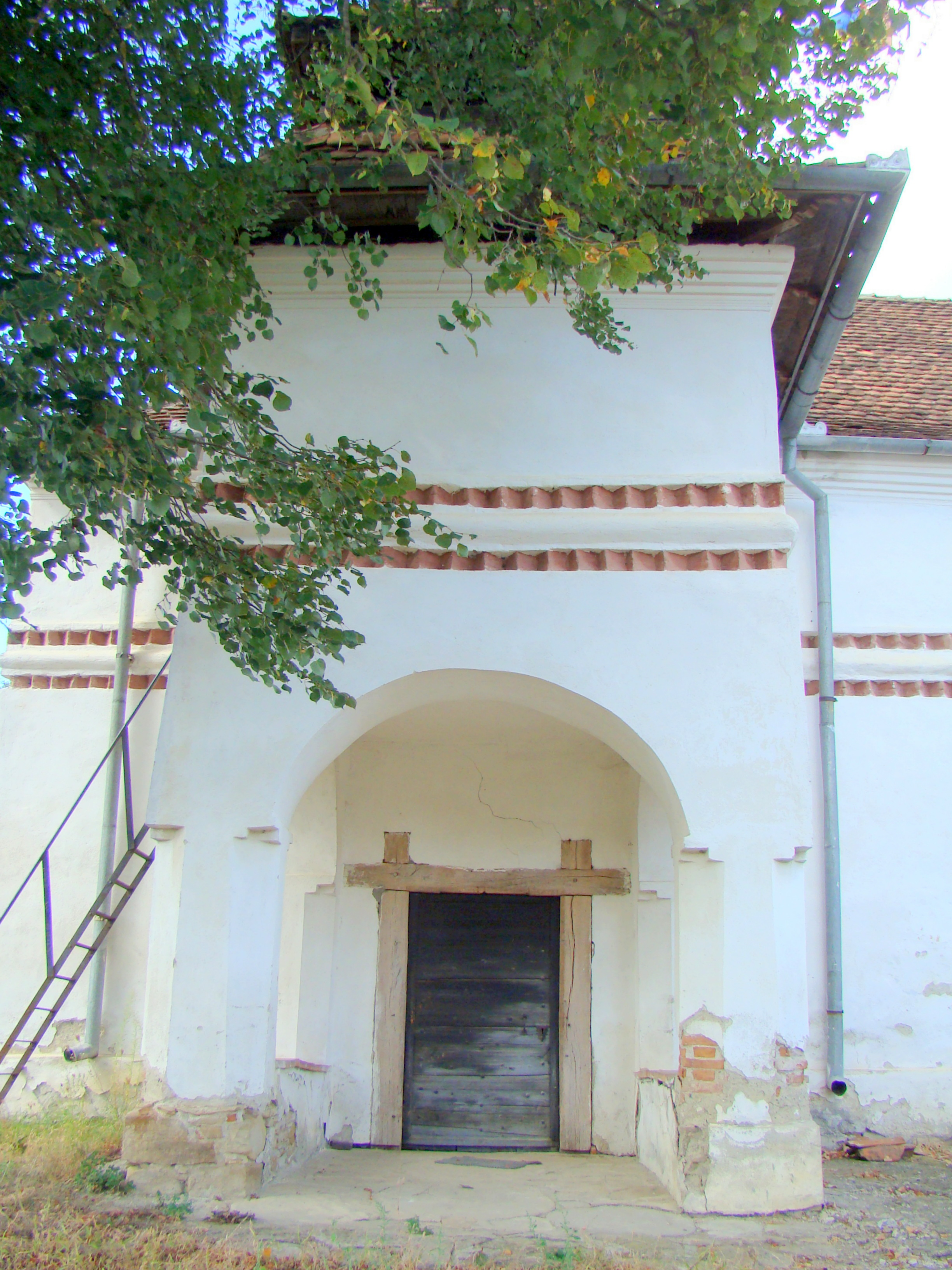
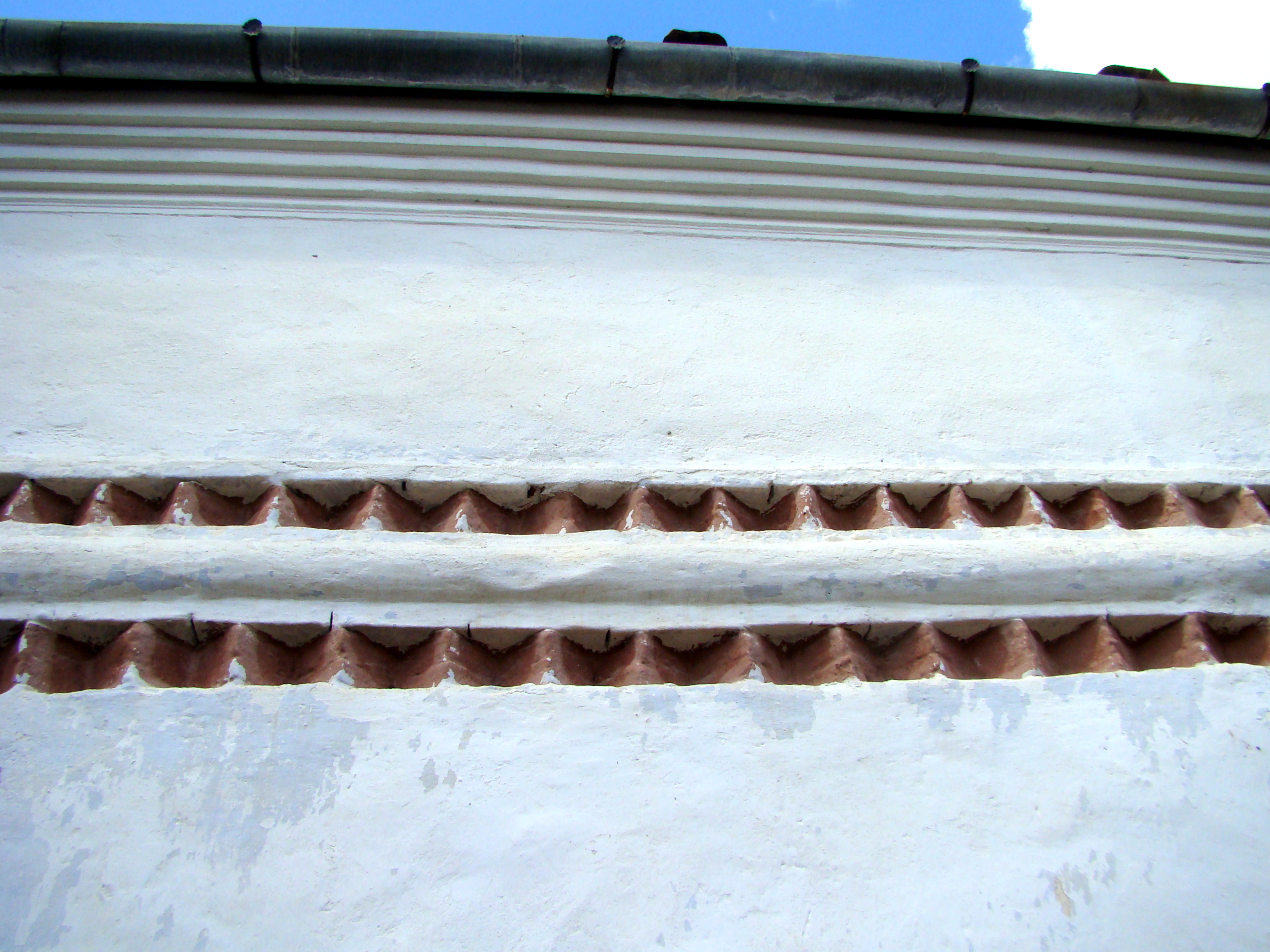
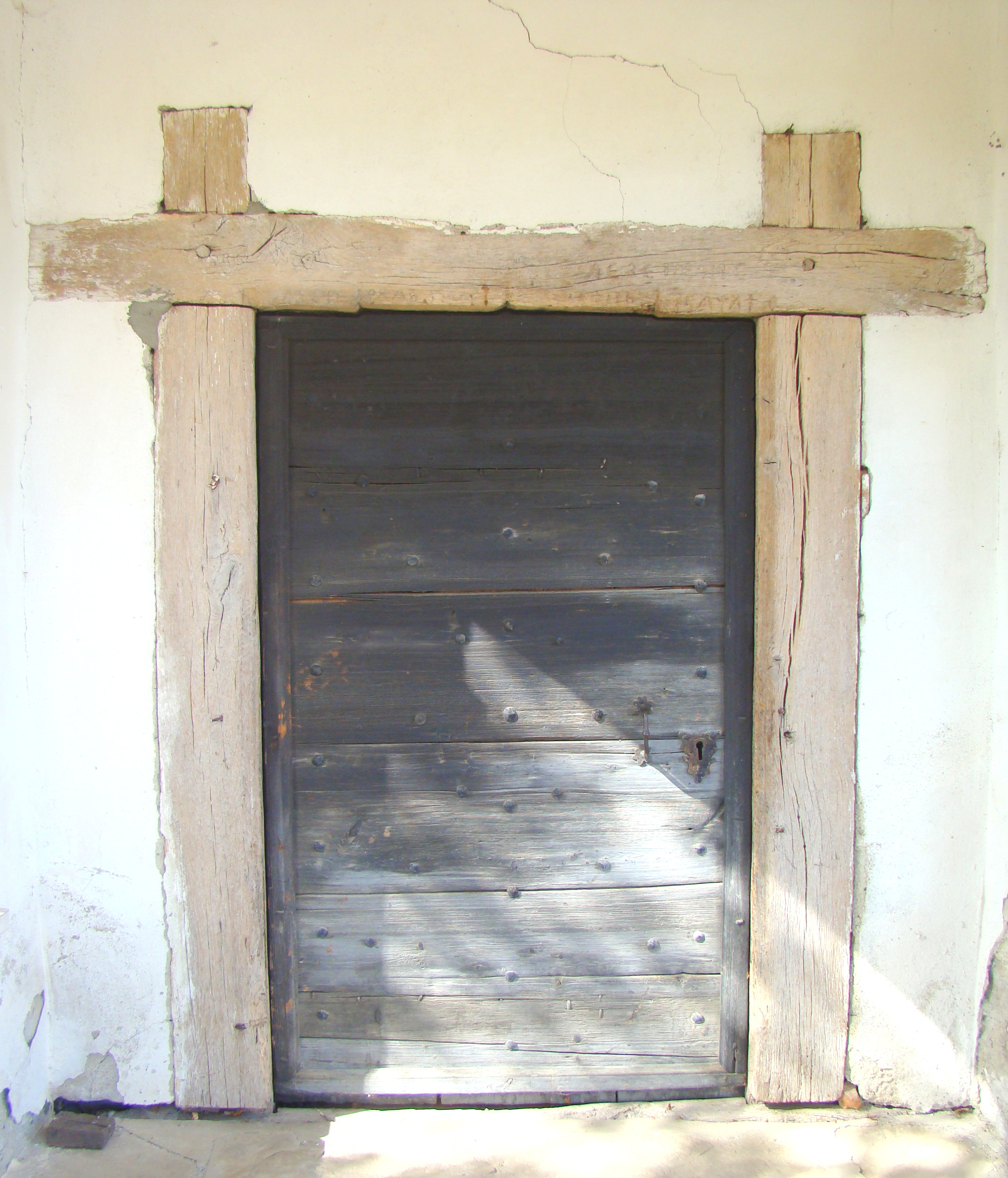
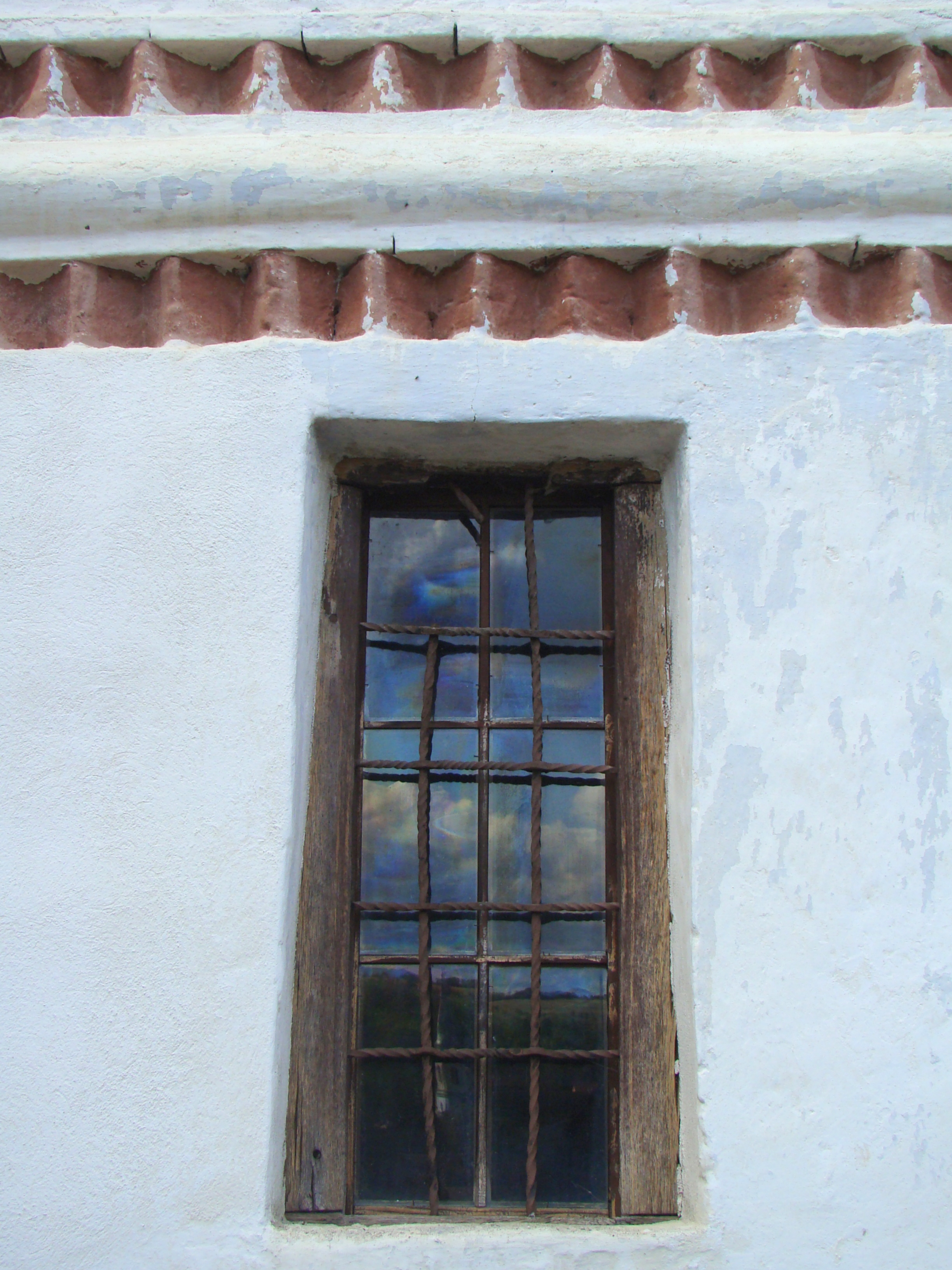
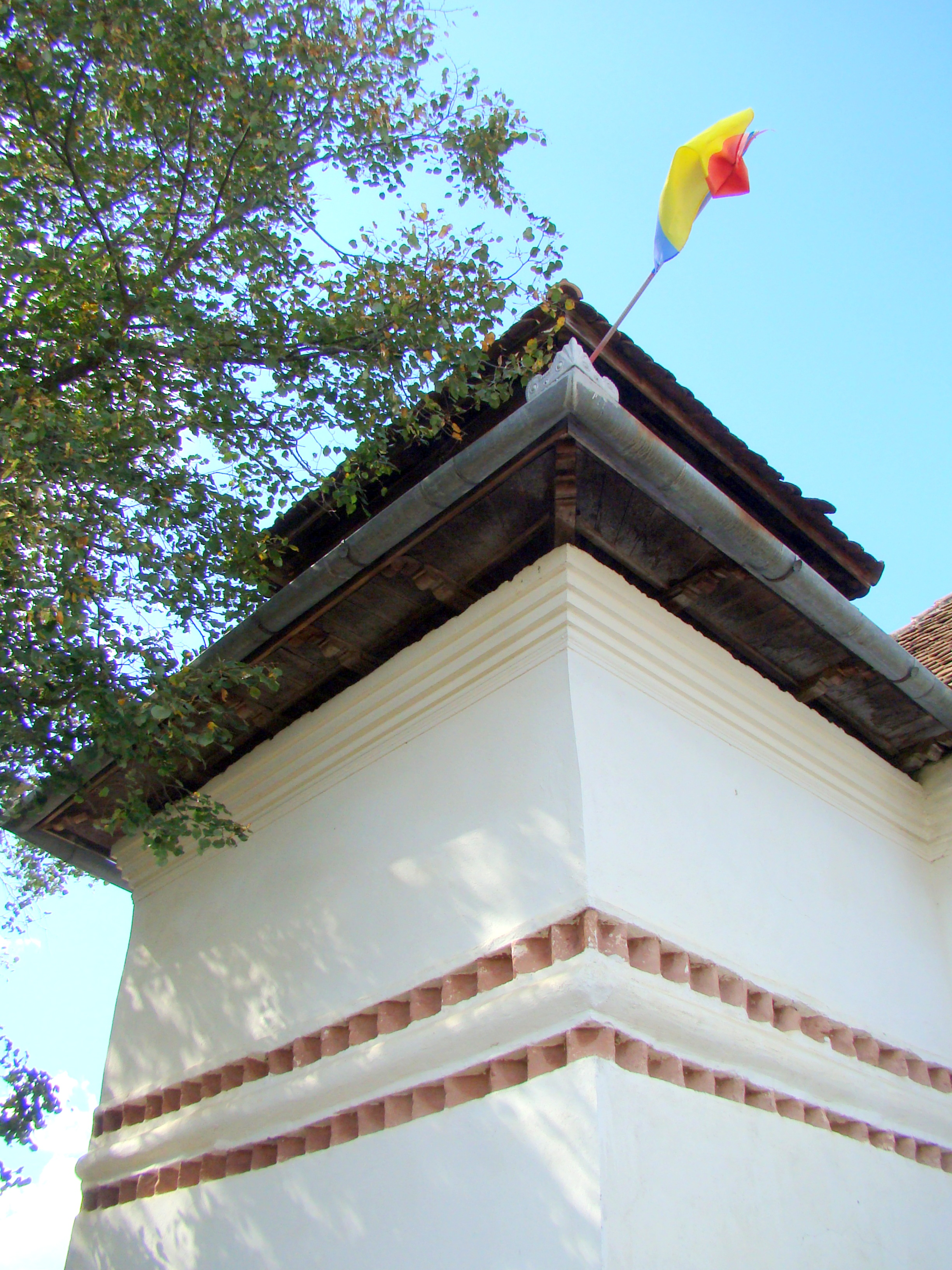
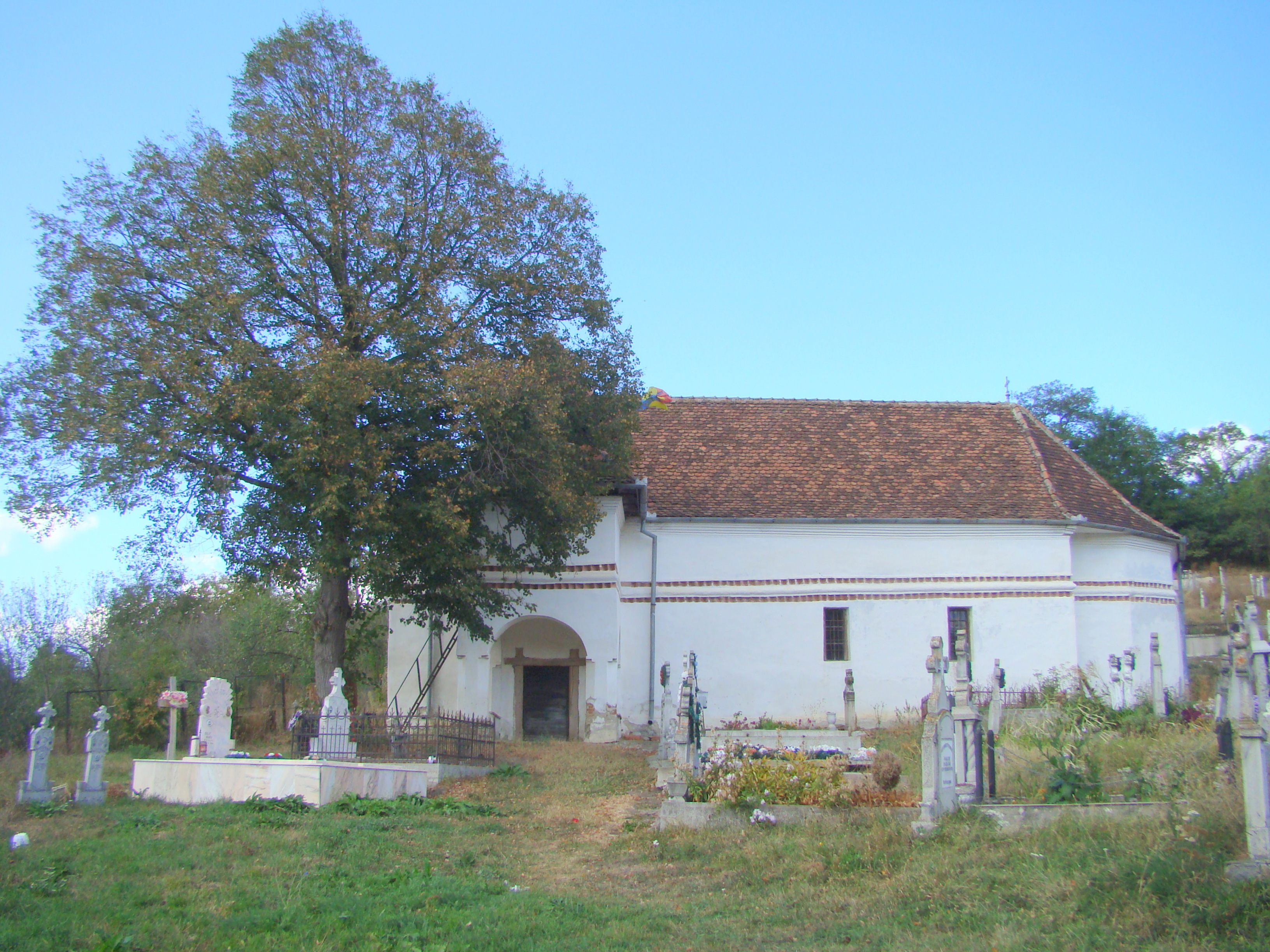

## Vezi și
- Calbor, Brașov